# Formule de Jensen
Ne doit pas être confondu avec Inégalité de Jensen.
La formule de Jensen (d'après le mathématicien Johan Jensen) est un résultat d'analyse complexe qui décrit le comportement d'une fonction analytique sur un cercle par rapport aux modules des zéros de cette fonction. Elle est d'une aide précieuse pour l'étude des fonctions entières.
L'énoncé est le suivant :
Soient {\displaystyle f} une fonction analytique sur une région du plan complexe contenant le disque fermé {\displaystyle {\overline {D(0,r)}}} de centre 0 et de rayon r et {\displaystyle \alpha _{1},\alpha _{2},\ldots ,\alpha _{N}} les zéros de {\displaystyle f} dans {\displaystyle {\overline {D(0,r)}}}, comptés avec leur multiplicité.
Si {\displaystyle f(0)} est non nul, alors
{\displaystyle \log |f(0)|=-\sum _{k=1}^{N}\log \left({\frac {r}{|\alpha _{k}|}}\right)+{\frac {1}{2\pi }}\int _{0}^{2\pi }\log |f(r\mathrm {e} ^{\mathrm {i} \theta })|~\mathrm {d} \theta .}
Ou de manière équivalente :
Si {\displaystyle n(r)} désigne le nombre de zéros de module strictement inférieur à {\displaystyle r}, alors
{\displaystyle \log |f(0)|+\int _{0}^{r}{\frac {n(s)}{s}}~\mathrm {d} s={\frac {1}{2\pi }}\int _{0}^{2\pi }\log |f(r\mathrm {e} ^{\mathrm {i} \theta })|~\mathrm {d} \theta .}
Cette formule établit un lien entre les modules des zéros contenus dans un disque {\displaystyle |z|<r} et les valeurs de {\displaystyle |f(z)|} sur le cercle {\displaystyle |z|=r}, et peut être vue comme une généralisation des propriétés de valeurs moyennes des fonctions harmoniques. La formule de Jensen peut être généralisée aux fonctions méromorphes : c'est le théorème de Poisson-Jensen.

## Démonstration
On va tout d'abord faire la démonstration de cette formule lorsque {\displaystyle f} n'a pas de zéros dans {\displaystyle {\overline {D(0,r)}}} (grâce à une propriété d'harmonicité), et ensuite on se ramènera au premier cas en « éliminant » les zéros de {\displaystyle f}.
- Supposons donc tout d'abord que {\displaystyle f} n'a pas de zéros dans {\displaystyle {\overline {D(0,r)}}}.Dans ce cas, elle n'en a pas non plus dans {\displaystyle D(0,r+\varepsilon )} pour {\displaystyle \varepsilon } assez petit. Or {\displaystyle D(0,r+\varepsilon )} est simplement connexe et {\displaystyle f} ne s'y annule pas donc il existe une fonction {\displaystyle g} holomorphe sur {\displaystyle D(0,r+\varepsilon )} telle que {\displaystyle f=\mathrm {e} ^{g}}. Alors {\displaystyle \log(|f|)=\mathrm {Re} (g)}, partie réelle d'une fonction holomorphe, est harmonique sur {\displaystyle D(0,r+\varepsilon )}. En particulier elle est harmonique sur {\displaystyle D(0,r)} et continue sur {\displaystyle {\overline {D(0,r)}}}. D'après le principe de la moyenne, on a alors :{\displaystyle \log(|f(0)|)={\frac {1}{2\pi }}\int _{0}^{2\pi }\log(|f(r\mathrm {e} ^{\mathrm {i} \theta })|)~\mathrm {d} \theta .}Ceci montre alors la première partie de la preuve.
- Supposons maintenant que {\displaystyle f} a des zéros dans {\displaystyle {\overline {D(0,r)}}}, on les énumère de la manière suivante :

On pose alors
Alors {\displaystyle g} est holomorphe sur {\displaystyle D(0,r+\varepsilon )} et ne s'annule pas sur {\displaystyle {\overline {D(0,r)}}}. D'après la première partie de la preuve on a alors :
Si on montre que {\displaystyle \int _{0}^{2\pi }\log(|g(r\mathrm {e} ^{\mathrm {i} \theta })|)~\mathrm {d} \theta =\int _{0}^{2\pi }\log(|f(r\mathrm {e} ^{\mathrm {i} \theta })|)~\mathrm {d} \theta }, alors on aura fini la preuve. Or
et si {\displaystyle \alpha _{n}=r\mathrm {e} ^{\mathrm {i} \theta _{n}}} on a :
donc
ce qui termine la preuve.

## Applications

### Le théorème fondamental de l'algèbre
Le théorème fondamental de l'algèbre affirme que tout polynôme à coefficients complexes de degré {\displaystyle k} admet {\displaystyle k} racines comptées avec multiplicité.
Il existe de nombreuses démonstrations plus ou moins équivalentes utilisant des outils d'analyse complexe. Par exemple, la formule de Jensen énoncée plus haut fournit une preuve du théorème fondamental.
Le polynôme {\displaystyle P} est une série entière dont les coefficients sont nuls pour des indices suffisamment grands :
{\displaystyle P(X)=a_{0}+a_{1}X+\dots +a_{k}X^{k}}
où {\displaystyle a_{k}} est non nul. On peut supposer {\displaystyle a_{0}} non nul. L'application {\displaystyle z\mapsto P(z)} est une fonction entière (c'est-à-dire holomorphe sur ℂ). On a l'équivalent {\displaystyle P(z)\sim a_{k}z^{k}}. Par des méthodes classiques de comparaison d'intégrales divergentes, il vient :
{\displaystyle {\frac {1}{2\pi }}\int _{0}^{2\pi }\log |P(r\mathrm {e} ^{\mathrm {i} \theta })|~\mathrm {d} \theta \sim k\log r.}
Un polynôme de degré {\displaystyle k} sur ℂ a au plus k racines complexes comptées avec multiplicité. Comme {\displaystyle n(r)} est croissant, {\displaystyle n(r)} est constant égal à {\displaystyle n_{0}} pour {\displaystyle r} suffisamment grand. La formule de Jensen donne
{\displaystyle {\frac {1}{2\pi }}\int _{0}^{2\pi }\log |P(r\mathrm {e} ^{\mathrm {i} \theta })|~\mathrm {d} \theta =\log |P(0)|+\int _{0}^{r}{\frac {n(s)}{s}}~\mathrm {d} s=n_{0}\log r+{\text{Constante}}.}
En comparant les deux équivalents obtenus, on obtient {\displaystyle n_{0}=k}. Par conséquent, le polynôme {\displaystyle P} possède {\displaystyle k} racines comptées avec multiplicité.

### La théorie des fonctions entières
La formule de Jensen est fondamentale dans la théorie développée principalement par Rolf Nevanlinna pour tout ce qui touche aux théorèmes de Picard.

### Mesure de Mahler des polynômes en une variable
La formule de Jensen appliquée à un polynôme en une variable permet de calculer la mesure de Mahler de ce polynôme en fonction des racines de module plus grand que 1.